# Mafalda, Campobasso
Mafalda là một đô thị ở tỉnh Campobasso trong vùng Molise thuộc nước Ý, có vị trí cách khoảng 45 km về phía bắc của Campobasso. Tại thời điểm ngày 31 tháng 12 năm 2004, đô thị này có dân số 1.308 người và diện tích là 32,6 km².
Mafalda giáp các đô thị: Dogliola, Fresagrandinaria, Lentella, Montenero di Bisaccia, San Felice del Molise, Tavenna, Tufillo.